# Borgarnes
Borgarnes é uma pequena cidade localizada numa península do fiorde de Borgarfjörður, na Islândia. Está situada a 75 km ao norte da capital islandesa, Reykjavík, e está ligada a outros lugares do país através da segunda mais longa ponte da Islândia, a Borgarfjarðarbrú. É a maior cidade do município de Borgarbyggð. Em 2024, tinha uma população de 2 147 habitantes.

## História
Borgarnes foi registrada pela primeira vez na Saga de Egil Skallagrímsson, mas com o nome Digranes. O primeiro colonizador a viver aqui se chamava Grani, originário de Skallagrímur, e o foi o único até o século XIX.
Assim que a Islândia ganhou liberdade do monopólio comercial da Dinamarca, houve uma grande demanda para um local de comércio na área, e o rei dinamarquês Frederico VII autorizou que Borgarnes assumisse tal função em 1861.
O primeiro prédio construído em Borgarnes foi uma fábrica de enlatamento de conservas alimentícias. Foi erguida em 1857, mas fechada poucos anos depois. Uma casa comercial surgiu em 1877, e a colonização na cidade começou veementemente desde então. 
Em 1913, Borgarnes tornou-se oficialmente uma cidade, com o nome de Borgarneshreppur, mas foi renomeada como Borgarnesbær em 1987. Mais tarde, em 1994, Borgarnesbær uniu-se a Hraunhreppur, a Norðurárdalshreppur e a Stafholtstungnahreppur sob o nome Borgarbyggð, utilizando os selos e ofícios de Borgarnes. Em 1998, Álftaneshreppur, Borgarhreppur e Þverárhlíðarhreppur também se tornaram parte de Borgarbyggð.

## Transportes
Borgarnes é servida pela estrada de circunvalação Hringvegur (islandês: Þjóðvegur 1) que circunda toda a ilha, sempre próximo ao litoral e ligando todas as principais cidades do país.

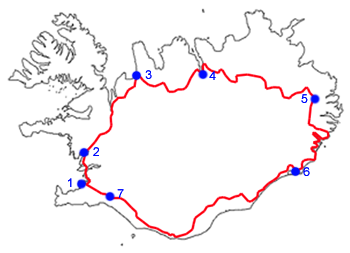
A estrada Hringvegur: Borgarnes – 2

## Educação
A cidade conta com ensino superior:

- Universidade Bifröst (islandês: Háskólinn á Bifröst; universidade privada, localizada a 30 km da cidade; oferece cursos de política, economia, direito e gestão.)